# Rauchlose Siedlung

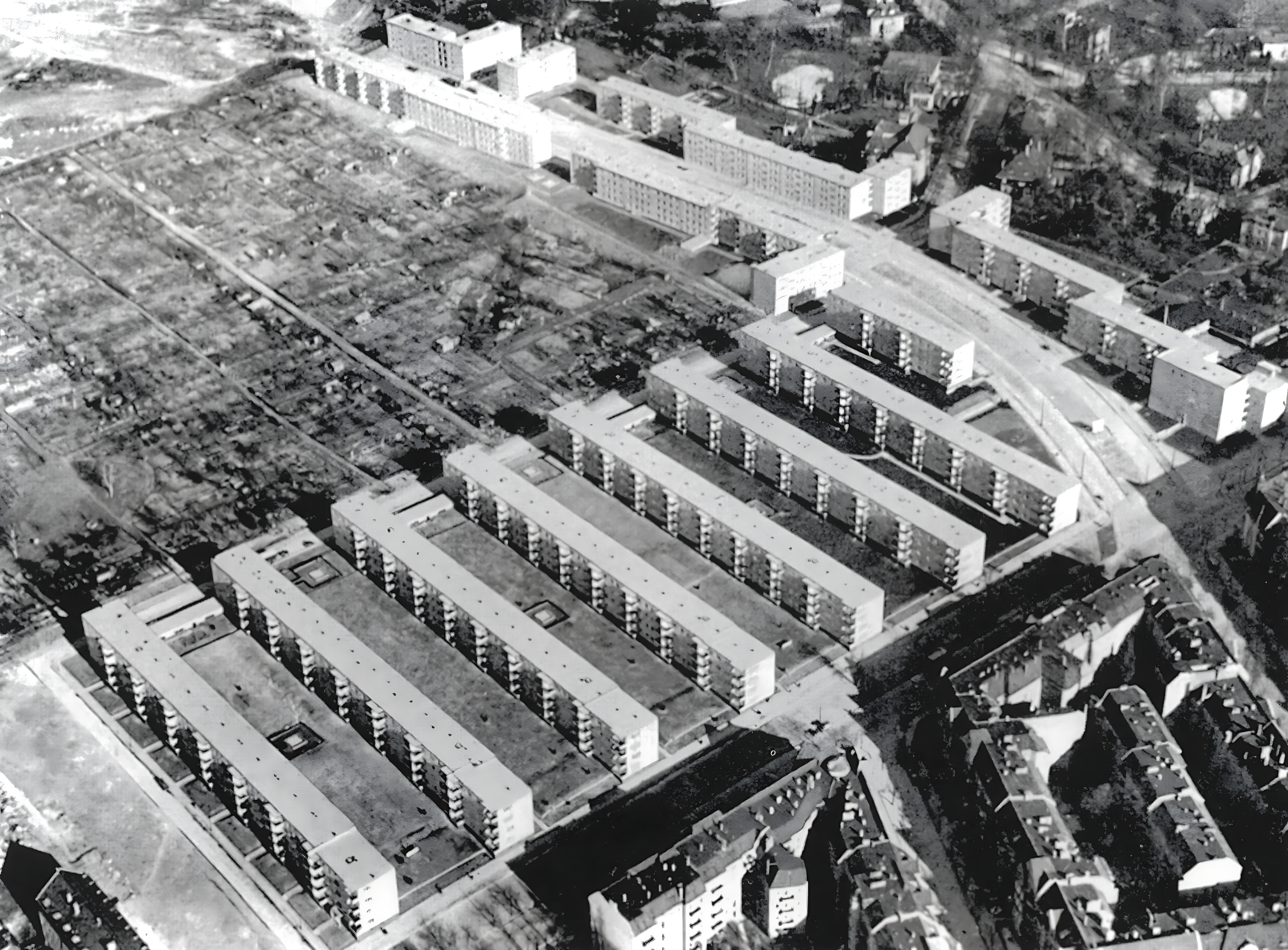
Feuer- und Rauchlose Siedlung 1932

Die Feuer- und Rauchlose Siedlung (ursprünglich: Heimat-Großsiedlung Steglitz, seltener: Feuer- und Rauchlose Stadt, kurz: Rauchlose Siedlung, fälschlicherweise oft: Rauchfreie Siedlung) in Berlin-Steglitz ist eine zu Beginn der 1930er-Jahre erbaute Wohnsiedlung mit etwa 1000 Wohneinheiten entlang des Steglitzer Damms und des Munsterdamms, die dem Neuen Bauen zugerechnet wird. Es war die erste Siedlung des Deutschen Reiches, die über eine Zentralheizung und Warmwasserleitungen verfügte.
Bedeutsam für künftige Bauformen waren auch die spezifischen Anforderungen in Form der „Normierung und Standardisierung von Grundrissen, Ausstattung, Bädern, Treppenhäusern, Fassadengestaltung“ sowie insbesondere das Design der Küchen und die Zeilenbauweise, womit die Siedlung in puncto Relevanz mit anderen Großprojekten der Weimarer Zeit vergleichbar ist.

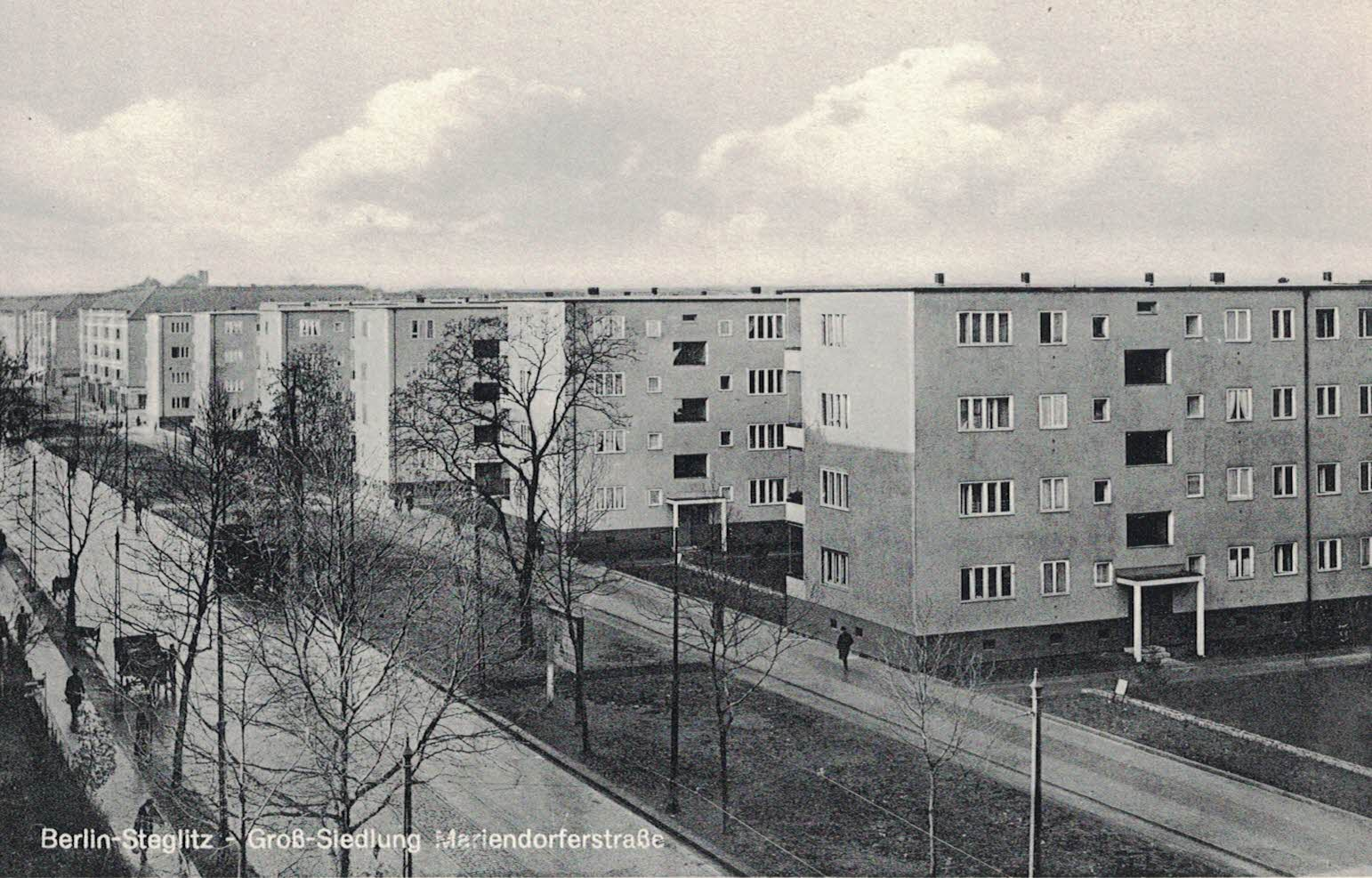
Rauchlose Siedlung an der Mariendorfer Straße (heute: Steglitzer Damm), 1932

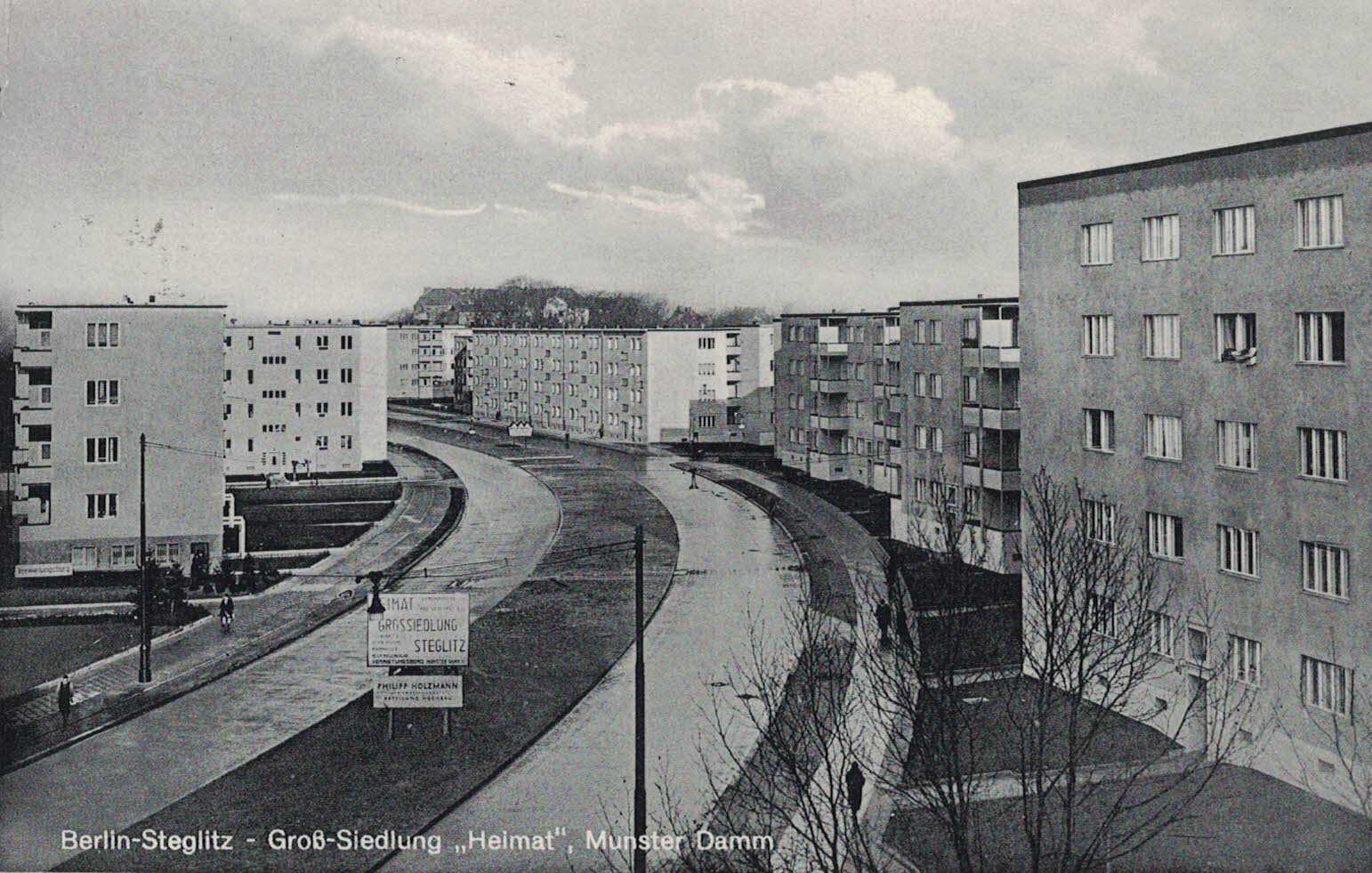
Rauchlose Siedlung am Munsterdamm, 1932

## Bau und Lage
Die Architekten der Rauchlosen Siedlung waren Paul Mebes, Paul Emmerich (firmiert als Mebes & Emmerich) und Heinrich Straumer. Bauherr war die Gemeinnützige Bau- und Siedlungs-AG „Heimat“, mit Sitz im Gemeindehaus der heutigen Evangelischen Kirchengemeinde „Zur Heimat“. Der Bau der Siedlung ging mit dem Ausbau des Berliner Stromnetzes und dem Umbau samt Erweiterung des Kraftwerks Steglitz einher. Die Planung begann um 1930, der Bau erfolgte 1931 und 1932, letzte Arbeiten wurden 1934 abgeschlossen. Trotz des fortschrittlichen Baustils erfolgte ein Großteil des Baus in Ermangelung von Baumaschinen in Handarbeit und mit Pferdefuhrwerken.
Der von Mebes und Emmerich entworfene Großteil der Siedlung erstreckt sich südlich des Immenwegs (nahe des Friedhofs Steglitz, gegenüber der Kleingartenanlage und des Oberstufenzentrums Wilhelm-Ostwald-Schule) und nördlich des Steglitzer Damms. Der straßenbegleitende, beidseitige Bauabschnitt entlang des Munsterdamms bis zum Kottesteig im Norden wurde von Heinrich Straumer entworfen. Zur Rauchlosen Siedlung gehören heute Gebäude am Munsterdamm (1, 3, 5, 5A/B, 7, 9, 11, 13, 15, 17, 19, 21, 23, 25, 27, 29, 31), im Harnstedter Weg (2, 3, 4), im Immenweg (2–5, 7–7C, 9–9C, 11–11C, 13–13C, 15–15C, 17, 19, 21, 23, 25, 27, 29, 31), im Kottesteig (1, 2, 3, 4) und am Steglitzer Damm (47–47C, 49–49D, 51–51D, 53–53D, 55, 57–57C), sowie weitere Gebäude, die separat Teil der Denkmalliste sind.

## Ausstattung und Bedeutung

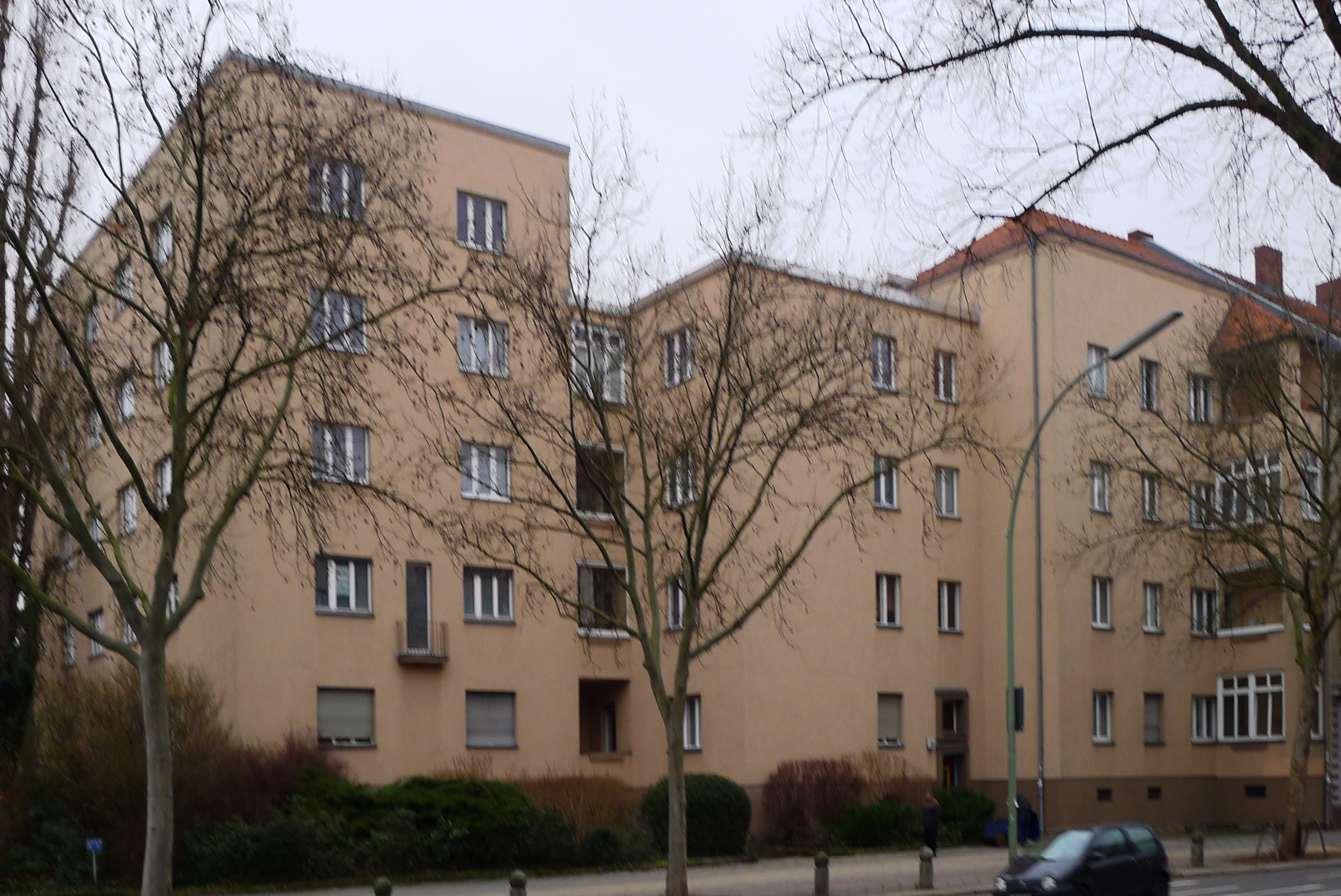
Straßenbauten der Rauchlosen Siedlung, Steglitzer Damm 65 (Ecke Munsterdamm)

Die Wohnungen in der preiswert gebauten, weitgehend viergeschossigen Wohnanlage waren meist 2- und 2,5-Zimmer-Wohnungen um knapp 60 Quadratmeter Wohnfläche. Sie sind seit Anfang an durchgehend elektrifiziert und verfügten über eine separate Küche und ein Badezimmer mit Warmwasser-Ofen und kleiner Badewanne. Besonderheit und namensgebend für die „revolutionär[e]“ Feuer- und Rauchlose Siedlung ist die vollständige Ausstattung mit Elektroherden – zum Zeitpunkt des Baus verfügten lediglich etwa 6 Prozent der Berliner Haushalte über Elektroherde – und Versorgung mit Fernwärme, ein Novum für die damalige Zeit, mit dem eine maßgebliche Steigerung der Gesundheit und Lebensqualität einhergehen sollte.

Architekt Paul Mebes hatte bereits bei Bauten in Berlin-Britz in den Jahren zuvor „industrielle“ Bauformen wie die Stahlskelett-Bauweise erprobt und beschrieb sie als „besonders günstig“. Dabei trete „die handwerkliche Technik [...] gegenüber der maschinenmäßigen völlig zurück“, was „nicht zum Nachteil des ästhetischen Wertes“ geschehe. So pries er an, dass die Feuer- und Rauchlose Stadt „ein wohliges Gefühl der Sauberkeit und Korrektheit“ hervorrufe und „dem Mieter eine praktische und gesunde, menschenwürdige Wohnung“ gewährleiste. Laut Annemarie Jaeggi habe Mebes den minimalistischen Ansatz in diesem Fall noch konsequenter umgesetzt als seine jüngeren Kollegen. Durch verschiedene Haustüren und die Veränderung von Fassadenlängen und Balkongrößen sollte Monotonie vorgebeugt werden.

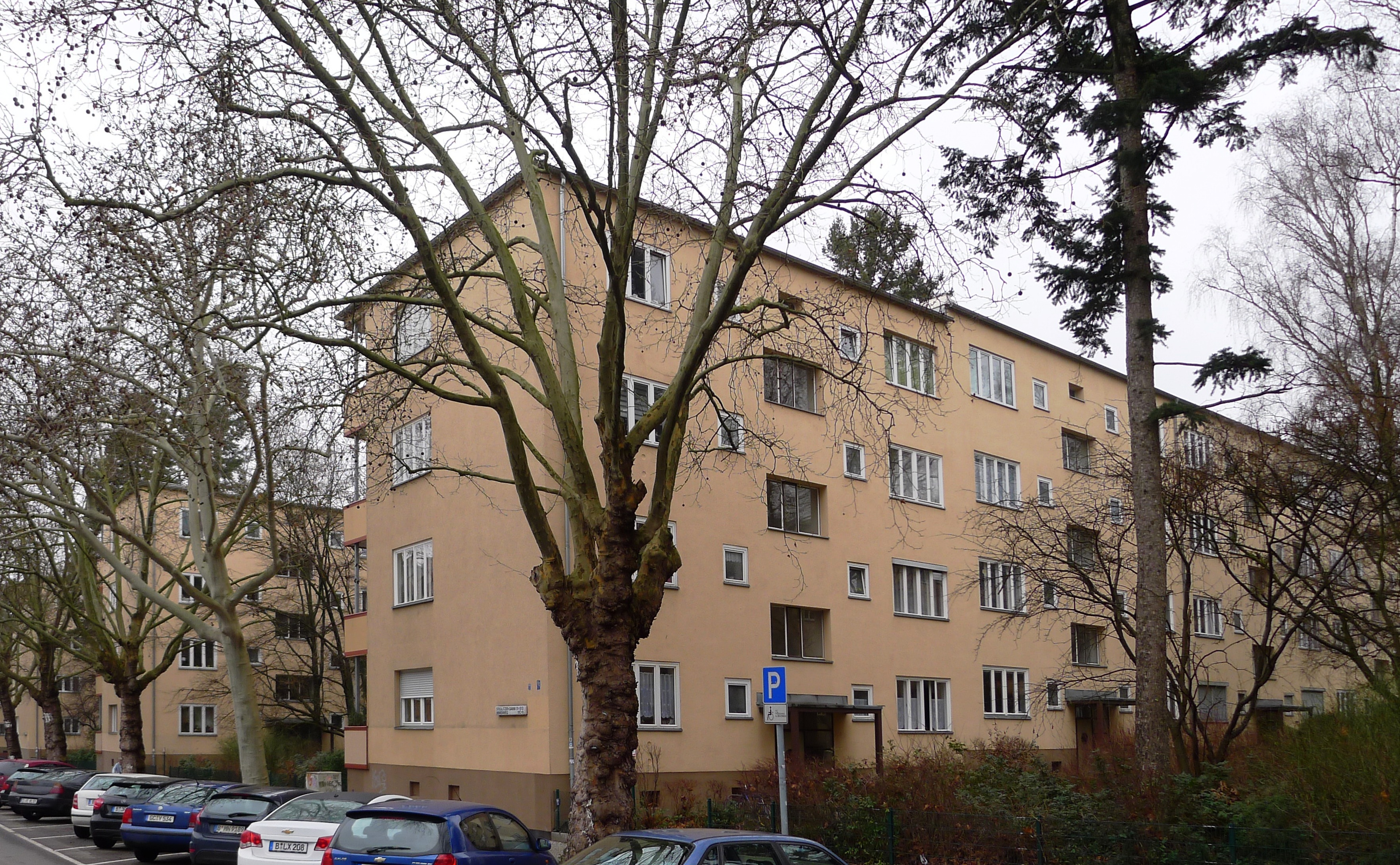
Zeilenbauten der Rauchlosen Siedlung (Immenweg/Steglitzer Damm)

## Nachkriegshistorie und Situation heute
Nach Ende des Zweiten Weltkrieges zogen meist Flüchtlinge und Ostvertriebene ein, sodass die Siedlung über ihre eigentliche Auslegung hin belegt war. Bereits im ursprünglichen Bauvorhaben war die Errichtung einer Schule vorgesehen. An den Plan wurde erst 1973 durch den Bau der 2. Oberschule Steglitz angeschlossen, die 1985 zum heutigen Oberstufenzentrum umgebaut wurde.
Die Feuer- und Rauchlose Siedlung steht heute als Gesamtanlage unter Denkmalschutz. Ihre Wohnungen sind zum Teil in individuellem Privatbesitz oder gehören zur Deutsche Wohnen SE. In der Anlage befindet sich eine „Museumswohnung“ im Stile der ursprünglichen Einrichtung, die besichtigt werden kann.
Aufgrund der freistehenden Bauweise und der weitgehend harmonischen Flachdächer verfügt die Siedlung über eine überdurchschnittlich hohe Eignung für Photovoltaikanlagen (durchschnittlich 15 kWp installierbare Leistung pro Hausnummer, d. h. mehr als 1,3 MWp mögliche Leistung bzw. vsl. mehr als 1,2 GWh/a Ertrag). Eine lokale Initiative bemüht sich um deren Erschließung.